# Chicas perdidas
Chicas perdidas (título original: Lost Girls) es una película dramática y de suspenso estadounidense de 2020 dirigida por Liz Garbus, basada en la novela del mismo nombre de Robert Kolker. Fue protagonizada por Amy Ryan, Thomasin McKenzie, Lola Kirke, Oona Laurence, Dean Winters, Miriam Shor, Reed Birney, Kevin Corrigan y Gabriel Byrne.
Fue estrenada en el Festival de Cine de Sundance el 28 de enero de 2020 y agregada al catálogo de Netflix el 13 de marzo de 2020.

## Sinopsis
Mari Gilbert impulsa implacablemente a los agentes del orden a buscar a su hija desaparecida y, en el proceso, arroja luz sobre una ola de asesinatos no resueltos de jóvenes trabajadoras sexuales en las islas de la costa sur de Long Island, cometidos por un despiadado asesino en serie. 

## Reparto
- Amy Ryan como Mari Gilbert.
- Thomasin McKenzie como Sherre Gilbert.
- Gabriel Byrne como Richard Dormer.
- Oona Laurence como Sarra Gilbert.
- Lola Kirke como Kim.
- Miriam Shor como Lorraine.
- Reed Birney como Peter Hackett.
- Kevin Corrigan como Joe Scalise.
- Rosal Colón como Selena García.
- Dean Winters como Dean Bostick.